# Geoffrey Lawrence
Geoffrey Lawrence (2 de octubre de 1880 - 28 de agosto de 1971) fue un destacado magistrado británico, juez principal de la Gran Bretaña y presidente del tribunal durante los Juicios de Núremberg después de la Segunda Guerra Mundial. Lawrence estudió derecho en la Universidad de Oxford y trabajó como abogado hasta el inicio de la Primera Guerra Mundial, durante la cual sirvió en el frente francés en la división de artillería. Tras el conflicto fue juez en distintos destinos. En 1944, fue designado por el gobierno británico como uno de los miembros del tribunal para los futuros Juicios de Núremberg, si bien sus buenas relaciones con los demás componentes del futuro Tribunal le convirtieron en el candidato ideal para presidir el proceso. Por los servicios prestados se le concedió en 1947 el título de Primer Barón de Oaksey. Ese mismo año se incorporó a la Cámara de los Lores hasta que se retiró en 1957.
- Datos: Q336459
- Multimedia: Geoffrey Lawrence / Q336459